# Китинг, Кеннет
Кеннет Барнард Китинг (англ. Kenneth Barnard Keating; 18 мая 1900, Лайма, Нью-Йорк — 5 мая 1975, Нью-Йорк) — американский юрист, военнослужащий, политик и дипломат. В годы Второй мировой войны и после неё служил на Китайско-Бирманско-Индийском театре военных действий, завершил службу в звании бригадного генерала. В 1948 году, представляя Республиканскую партию, избран в Палату представителей, переизбирался ещё пять раз подряд; в 1958 году избран в Сенат от штата Нью-Йорк, но через шесть лет проиграл Роберту Кеннеди. С 1966 по 1969 год — судья апелляционного суда штата Нью-Йорк, вышел в отставку, чтобы занять пост посла в Индии, который занимал до 1972 года. С 1973 года до смерти в 1975 году — посол США в Израиле.

## Биография
Родился в 1900 году в Лайме (штат Нью-Йорк) в семье Томаса Мосгрова Китинга и Луизы Китинг (урождённой Барнард). После учёбы в публичных начальных школах окончил в 1915 году Дженесийскую уэслианскую семинарию в Лайме. Дальнейшее обучение в Рочестерском университете было прервано вступлением США в мировую войну, во время которой Китинг служил в армии США в звании сержанта. Окончил университет в 1919 году и, будучи слишком молодым для поступления на юридический факультет, два года преподавал латинский и греческий языки в средней школе в Рочестере. После этого поступил на юридический факультет Гарвардского университета, который окончил в 1923 году со степенью бакалавра права. После получения адвокатской лицензии практиковал в Рочестере, в основном в составе фирмы «Харрис, Бич, Фолджер, Бэкон и Китинг».
После начала Второй мировой войны Китинг, по возрасту уже не подлежавший призыву, тем не менее вернулся на военную службу. В звании полковника три года прослужил за морем, в том числе проявив себя на Китайско-Бирманско-Индийском театре военных действий. Был награждён орденом Легиона почёта с дубовыми листьями и орденом Британской империи, а также медалями за службу на трёх театрах военных действий — американском, европейском и азиатском. По окончании войны продолжил службу в резерве и в 1948 году был произведён в бригадные генералы.
По возвращении в США возобновил адвокатскую практику, одновременно занявшись политикой. Как член Республиканской партии, представляющий её восточное, или интернационалистское, крыло, был избран в Палату представителей США на выборах 1946 года, после чего переизбирался ещё пять раз подряд, постоянно наращивая отрыв от соперников-демократов. Эти успехи Китинга убедили руководство республиканцев в том, что он может стать сильным кандидатом в сенаторы, и на партийной конвенции 1958 он согласился на выдвижение. В отличие от почти гарантированного переизбрания в Палату представителей шансы Китинга на избрание в Сенат были неоднозначными и усложнялись общей высокой популярностью соперничавшей партии, однако ему помогло то, что одновременно с ним в губернаторы штата Нью-Йорк баллотировался пользовавшийся большим личным влиянием Нельсон Рокфеллер. В итоге они оба одержали победы.
В Сенате Китинг был членом юридической комиссии, а также входил в совместную комиссию Конгресса по иммиграции. Он был коспонсором законодательных инициатив, которые привели к принятию 23-й поправки к конституции, распространявшей участие в коллегии выборщиков на округ Колумбия, и активно содействовал принятию закона о гражданских правах 1964 года. Во внешней политике проявил себя как последовательный противник дипломатического признания Соединёнными Штатами Китайской Народной Республики и власти Кастро на Кубе. В октябре 1962 года Китинг, опираясь на информацию от разведслужб, сообщил в Конгрессе о развёртывании на Кубе советских ракет, что дало начало событиям Карибского кризиса. На республиканской конвенции 1964 года возобладала позиция консервативного крыла партии во главе с Барри Голдуотером, тогда как поддерживавших кандидатуру Уильяма Скрентона либералов — Рокфеллера и Китинга — освистали во время представления их программы. После того как кандидатура Голдуотера в президенты была утверждена «за отсутствием иных претендентов», делегация Нью-Йорка во главе с Китингом демонстративно покинула конвенцию. На последующих выборах Голдуотер разгромно проиграл Линдону Джонсону, а Китинг потерял место в Сенате, уступив кандидату от демократов Роберту Кеннеди.
В 1965 году Китинг вернулся к адвокатской практике, присоединившись к престижной фирме «Роялл, Кугель и Роджерс». Поскольку он оставался популярен как политик, Республиканская партия убедила его баллотироваться в апелляционный суд штата Нью-Йорк — наиболее значительный региональный пост на выборах в нечётный год. Одновременно с этим республиканцы выставили кандидатом на пост мэра Нью-Йорка Джона В. Линдси и добились успеха в обоих случаях, причём Китинг победил с рекордным отрывом. Согласно закону, должность судьи апелляционного суда он мог занимать только до 70-летнего возраста, то есть чуть более четырёх лет. Несмотря на короткий срок работы в суде, он успел зарекомендовать себя как обладатель динамичного, новаторского подхода и автор оригинальных решений. В этих решениях он часто занимал позицию, идущую вразрез с многолетней сложившейся практикой, если приходил к выводу, что условия, приведшие к её формированию, изменились. Этот подход давал оппонентам основания для обвинений в его адрес в судебном активизме и попытках влияния на политику.
Незадолго до диктуемого законом выхода на пенсию с поста судьи Китинг принял предложение администрации Никсона занять должность посла в Индии. Он ушёл в отставку из апелляционного суда в апреле 1969, официально вступил в должность посла в июне того же года и оставался в ней до августа 1972 года. В период его пребывания в должности прошла очередная индо-пакистанская война, поставившая Китинга в сложное положение: хотя лично он симпатизировал позиции Индии в этом конфликте, ему приходилось представлять перед руководством этой страны позицию своего правительства, стремившегося сохранить Пакистан в качестве союзника в Холодной войне.
Китинг вышел в отставку в 1972 году, чтобы принять участие в проходившей в США президентской кампании. После победы Никсона он в очередной раз согласился занять дипломатический пост — на этот раз посла в Израиле. Китинг вступил в должность в июне 1973 года, но израильское руководство было недовольно американским послом, полагая, что он неверно информирует Вашингтон о ситуации в стране и о том, как она влияет на возможность заключения соглашений с Египтом. Во время визита в Израиль госсекретаря Киссинджера трения между израильской стороной и посольством усугубились, что отразилось и на отношениях посла с Государственным департаментом. В марте 1975 года, уже после того как Никсону пришлось из-за Уотергейтского скандала уйти в отставку, освободив пост для Джеральда Форда, Китинг возвратился в США для консультаций по корректировке ближневосточной политики своей страны. В США он заболел и в мае скончался в больнице в Нью-Йорке, не дожив нескольких недель до 75-летия. Он оставил после себя единственную дочь от первой жены, Луизы Дюпюи, и вторую жену Мэри Питкэрн Дэвис, на которой женился менее чем за год до смерти. Похоронен с полными военными почестями на Арлингтонском национальном кладбище.

## Признание заслуг
Помимо военных наград, Кеннет Китинг был в 1959 году награждён орденом «За заслуги перед Итальянской Республикой», а в 1961 году Большим крестом ордена Заслуг pro Merito Melitensi, которым Мальтийский орден награждает ли, не принадлежащих к католической церкви.
Одно из зданий федерального правительства в Рочестере (Нью-Йорк) носит имя Кеннета Китинга. В его честь учреждена премия, ежегодно вручаемая Бруклинской школой права выпускнику, отличившемуся в сфере коллизии законодательств.